# Вожмозеро (озеро, нижнее)
Вожмозеро — озеро на территории Валдайского сельского поселения Сегежского района Республики Карелии.

## Общие сведения
Площадь озера — 1,9 км², площадь водосборного бассейна — 590 км². Располагается на высоте 145,1 метров над уровнем моря.
Форма озера округлая. Берега каменисто-песчаные, преимущественно заболоченные.
С северо-западной стороны в озеро втекает ручей Сухой, несущий воды из озера Сухого
Через озеро протекает река Вожма, берущая начало из Пелозера и впадающая в Выгозеро.
К озеру подходит просёлочная дорога, отходящие от дороги местного значения 86К-310 («Надвоицы — Полга — Валдай — Вожмозеро»).
Код объекта в государственном водном реестре — 02020001211102000006910.